# Zhiti-Tempel
Der Zhiti-Tempel ist ein Tempel im Stadtbezirk Jiaocheng der chinesischen bezirksfreien Stadt Ningde (Provinz Fujian). Er befindet sich auf dem Zhiti-Berg, etwa 40 Kilometer nordwestlich des Stadtzentrums von Ningde. Der buddhistische Zhiti-Tempel wurde im Jahr 971 errichtet und beherbergt 1.000 eiserne Buddhafiguren, die einst der Ming-Kaiser Yongle gestiftet hatte und eine Sutra, die Kaiser Wanli spendete.

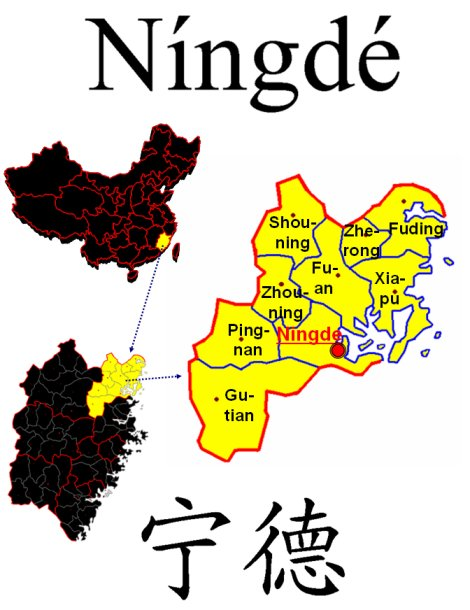
Untergliederung der Stadt Ningde auf Kreisebene

Der benachbarte Huotong-Berg ist ein bekannter daoistischer Berg und seine Höhle wird als eine der wichtigsten Höhlen des Daoismus betrachtet.